# Perilla de Castro
Perilla de Castro è un comune spagnolo di 247 abitanti situato nella comunità autonoma di Castiglia e León.